# كأس الاتحاد 1973
كأس الاتحاد 1973 (بالألمانية: Federation Cup 1973)‏ هو الموسم 11 من  كأس فيد. أقيم خلال الفترة 30 أبريل 1973 وحتى 6 مايو 1973، وفاز فيه منتخب أستراليا لكأس فيد.